# Су Цзяцюань
Су Цзяцюа́нь(кит. трад. 蘇嘉全, упр. 苏嘉全, пиньинь Sū Jīaqúan, род. 22 октября 1956) — тайванский политик. Занимал пост Председателя Законодательного Юаня с 2016 по 2020 год.

## Биография
Родился 22 октября 1956 года в населённом уезде Пинду́н, Тайвань.